# マルバーンヒルの戦い
マルバーンヒルの戦い（マルバーンヒルのたたかい、英:Battle of Malvern Hill、またはポインデクスター農園の戦い、英:Battle of Poindexter's Farm）は、南北戦争序盤の1862年7月1日、バージニア州・ヘンライコ郡で、七日間の戦いの6つめかつ最後に起こった戦闘である。南軍ロバート・E・リー将軍はほとんど難攻不落なマルバーンヒルの北軍陣地に何度かバラバラの攻撃を掛けさせた。南軍は1インチも前線を進めることなく5,300名以上の損失を出した。北軍ジョージ・マクレラン少将はこの戦いでの勝利にも拘らず、砲艦に守られるジェイムズ川沿いハリソンズランディングの塹壕に軍隊を退き、半島方面作戦は終わった。

## 背景
七日間の戦いの最後のものは北軍が初めて都合の良い陣地を占領してのものだった。その前の6日間、マクレランのポトマック軍はジェイムズ川の安全地帯に向かって後退を続け、リーの北バージニア軍が追跡した。この時点までの七日間の大きな戦闘はほとんど引き分けであったが、マクレランはリーの攻撃的な姿勢に狼狽しており、実際の両軍はほぼ同じ勢力だったが、かなり勢力で負けていると思い込んだままだった。
マルバーンヒルは見晴らしが利き、前日にフィッツ・ジョン・ポーター准将の第5軍団が準備した大砲陣地があった。マクレラン自身は戦場に居らず、ジェイムズ川沿いハリソンズランディングにその軍隊を進めていたので、ポーターが軍団指揮官として最も上位の者だった。陣地の前の斜面は木を払われて視界が良く、北に広がる平原にはマクレランの砲手長ヘンリー・J・ハント大佐が据えた250門の大砲から猛爆で一掃することができた。この平原の向こうは湿地と深い森だった。
ポトマック軍全軍が丘を占領したが、第4軍団のサイラス・ケイシー師団はこの時ジョン・J・ペック准将が指揮していて、ハリソンランディングまで進んでおり、戦わない時でも北軍前線の最右翼を形成していた。北軍の前線はハリソンランディングの最右翼からポーター軍団ジョージ・W・モレル准将師団の最左翼まで大きな半円状に伸びており、丘の北西斜面に地形的利点を持って占めていた。モレル隊の右に隣接するのが、この時ハリソンランディングに居た第4軍団から派遣されたダライアス・コウチ准将の師団であり、北軍陣地の実質的中央を占めた。ポーターはコウチ隊が占める部分を指揮したが、コウチが独立して指揮を執れるようにし、他の軍団指揮官の一人の指揮下にその派遣師団を置かなかった。コウチの右手に伸びる北軍はサミュエル・P・ハインツェルマン准将の第3軍団からフィリップ・カーニーとジョセフ・フッカー各准将の師団がいた。その右手がエドウィン・V・サムナー准将の第2軍団であり、イズラエル・B・リチャードソンとジョン・セジウィック各准将の師団で構成され、次の第4軍団ペックの師団でハリソンランディングに端が止められた。

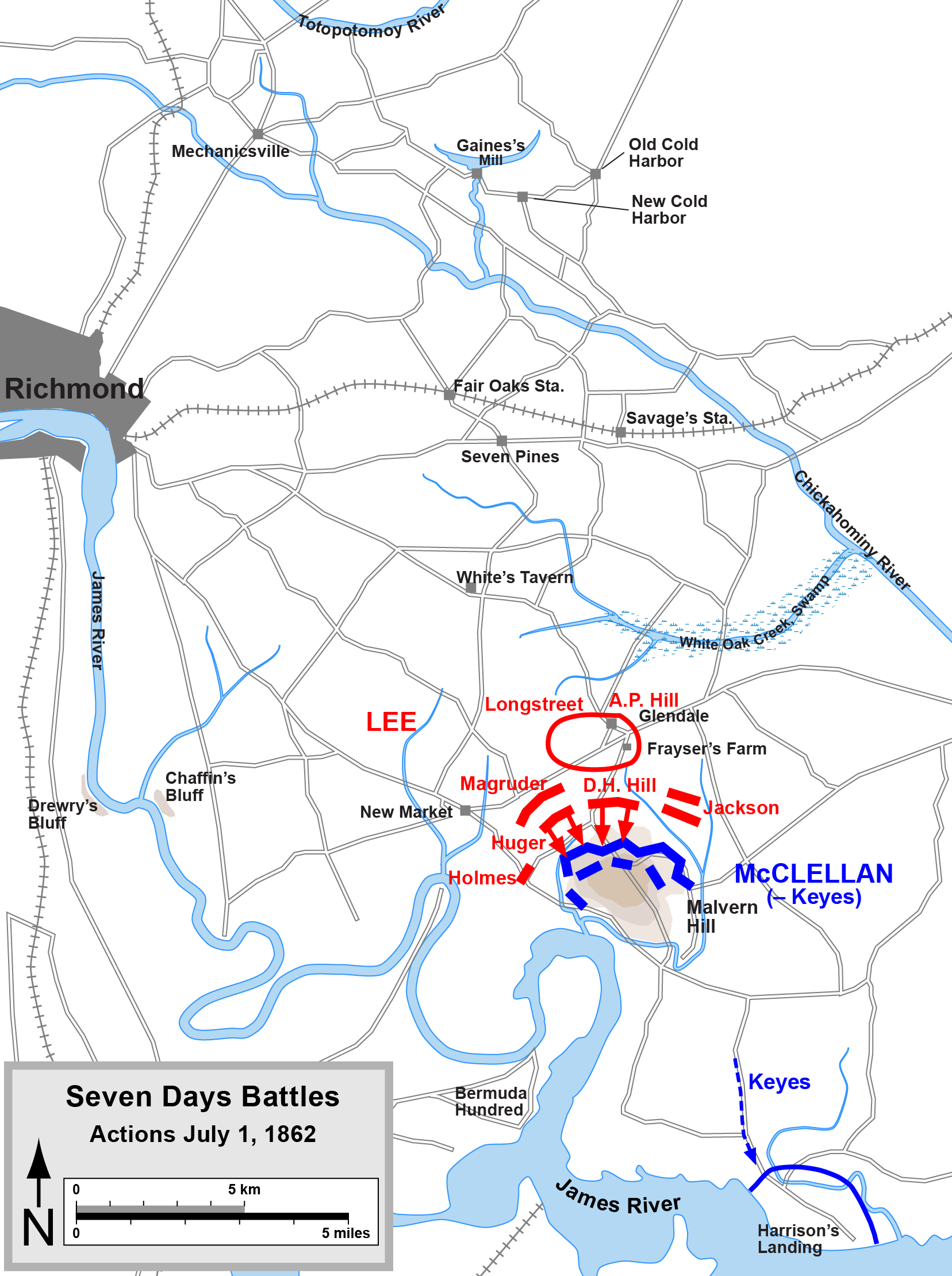
Seven Days Battles, July 1, 1862

リーはこの陣地の側面を衝くというよりも直接の攻撃を選び、その砲兵隊が道を開いて歩兵の攻撃を成功に導けるものと期待した（これは翌年のゲティスバーグの戦いにおけるピケットの突撃でも計算を誤ったのと同様だった）。リーはまた、それまで6日間の激闘と行軍があったにも拘らず、自軍の兵士が北軍の兵士よりも戦える状態にあると思っていた（北軍軍団の多くはまだ実際の戦闘に参加しておらず、それがマクレランの統率力を非難するもとになっていたが、この戦闘ではそれが良い方向に働いた）。リーの作戦は北のクエーカー道路沿いから、ストーンウォール・ジャクソン、リチャード・イーウェル、D・H・ヒル各少将とウィリアム・H・C・ホワイティング准将の師団を使って攻撃することだった。ジョン・マグルーダー少将はジャクソン隊に従い戦場に着いたときはその右手に付くこととされた。ベンジャミン・フーガー少将の師団は同様に後を付いていくこととしたが、リーは展開に合わせてその右手に予備隊としておくことにした。前日のグレンデイルの戦いで最も激しく交戦したジェイムズ・ロングストリートとA・P・ヒル各少将の師団は予備隊として置かれた。

## 戦闘
七日間の戦いの大半の戦闘と同様、リーの複雑な作戦は実行段階でうまくいかなかった。接近する兵士達はひどくぬかるんだ道路とお粗末な地図のために遅らされた。ジャクソンはウェスタンランと呼ばれる沼のようなクリークに到着し突然停止した。マグルーダーの道案内は戦場から離れた南西のロングブリッジ道路に誤って導いてしまった。最終的な戦線はフーガー師団（アンブローズ・R・ライトとルイス・アーミステッド各准将の旅団）を右手に、D・H・ヒルの師団（ジョン・ベル・フッド准将とイベンダー・ロー大佐の旅団）を左手のクエーカー道路に形成された。南軍は攻撃前に大砲の砲撃を待った。
リーにとって不幸なことに、北軍のヘンリー・ハントが先に撃ち出し、午後1時半から2時半までこの戦争での最大クラスの集中砲火を行った。北軍の砲手は優れた武器と熟練度を持っており、クルーハウスの北1,200ヤード (1,100 m)の丘と北東のポインデクスター農園に集められていた南軍の大砲の大半を使えなくした。この挫折にも拘らず、リーは午後3時半に歩兵を前進させ、アーミステッドの旅団は北軍の狙撃兵の線を抜けて多少の前進を果たした。午後4時までにマグルーダー隊が到着し、アーミステッド隊を支援するよう前進を命じられた。その攻撃は散発的であり統率も取れていなかった。
一方、D・H・ヒルはクエーカー道路に沿ってその師団を前進させ、ウィリス教会を過ぎた。戦線の全体を通じて南軍は北軍中央から200ヤード (180 m)まで近付くのがやっとであり、大きな損失を出し夜の訪れとともに撃退された。

## 戦いの後
D・H・ヒルは後に、「これは戦争では無かった。殺人だった。」と記した。リー軍はこの損耗戦で5,355名の損失を出した（北軍は3,214名）が、ハリソンランディングまでの全行程で北軍の追跡を続けた。エドマンド・ラフィンの資産の一部だったエベリントン高地では、南軍が北軍宿営地を見下ろす機会があり、ジェームズ川岸の北軍の陣地を潜在的に維持できないものにするところだった。南軍のその陣地は北軍海軍の艦砲で攻撃できる所だったが、この高地は格別に強固な防御地点であり、北軍が歩兵で占領するのは大変難しかった。騎兵隊指揮官J・E・B・スチュアートは高地に到着してジョン・ペルハム大尉の砲兵隊から1門の大砲で砲撃を始めた。これが北軍にとって潜在的な危険性を警告することになり、北軍は南軍の歩兵が到着する前にその高地を占領した。
マルバーンヒルで半島方面作戦は終わった。マクレラン軍がリッチモンドに脅威を与えることを止めたとき、リーはラピダン川沿いの北軍ジョン・ポープの軍隊に対抗するためにジャクソンを派遣し、かくして北バージニア方面作戦が始められた。